# Haucourt (Oise)
Haucourt település Franciaországban, Oise megyében. Lakosainak száma 132 fő (2022. január 1.). Haucourt Bonnières, Crillon, Glatigny és Lhéraule községekkel határos.

## Népesség
A település népességének változása:
| Lakosok száma | 141  | 136  | 142  | 138  | 139  | 136  | 134  | 131  | 132  |
|               | 2013 | 2015 | 2016 | 2017 | 2018 | 2019 | 2020 | 2021 | 2022 |